# Карбинці (община)
Община Карбинці (мак. Општина Карбинци) — община в Північній Македонії. Адміністративний центр — село Карбинці. Розташована в східній частині Македонії Східний статистично-економічний регіон з населенням 4 012 мешканців, які проживають на площі — 229,7 км².
Община межує з такими общинами Македонії:
- зі сходу → громадами Виниці;
- з північного сходу → громадами Зрновці;
- з південного сходу → громадами Радовіште;
- з півдня і заходу → община Штіб;
- з півночі → община Чешиново-Облешево.

Етнічний склад общини:
- македонці — 3 200 — 79,8%
- турки — 728 — 18,1%
- інші групи — 84  — 2,1%

## Населені пункти
Общині підпорядковані 29 населених пунктів (громад):
- Карбинці
- Аргулиця
- Батанє
- Вртешка
- Голем-Габар
- Горішній Балван
- Горішні Трогерці
- Долішній Балван
- Долішні Трогерці
- Єбеплія
- Юнузлія
- Калаузлія
- Кепекчелія
- Козяк
- Крупіште
- Курфалія
- Кучілат
- Кучиця
- Малий Габер
- Мичак
- Муратлія
- Новий Караорман
- Оджалія
- Припечани
- Прналія
- Раданє
- Руляк
- Таринці
- Црвулево